# 玉山西峰
玉山西峰，位於臺灣南投縣信義鄉東埔村與嘉義縣阿里山鄉中山村之間，標高3,518公尺，日治時期名為西山、新高西山，山體覆滿台灣鐵杉，蓊鬱蒼翠，台灣登山家邢天正稱其為天翠峰，為玉山山脈中的一座高山，也是台灣百岳名峰之一，位於玉山主峰西側，玉山國家公園的範圍內。玉山西峰山頂寬闊平緩，離山頂西南方一百多公尺的稜線上於日治時期設有西山神祠，保留至今，是少數幾個保留完整的台灣高山神社遺址。

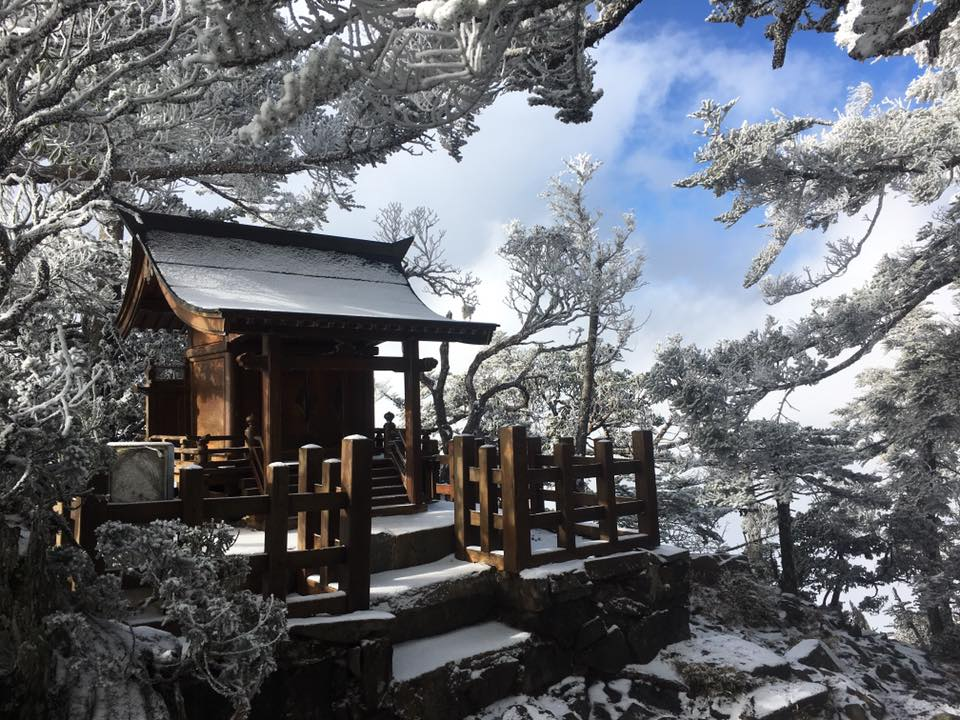
西山神祠。